# アメリカーノ (カクテル)
アメリカーノ（伊: Americano）はカンパリ、イタリアン・ベルモット（スイート・ベルモット）を使用した古くからあるカクテル。代表的な食前酒の1つである。

## 概要
「アメリカーノ」はイタリア語で「アメリカ人」の意。
アメリカーノの誕生は古く、1800年代半ばにイタリア、ミラノの大聖堂広場に面した場所でカフェを営んでいたガスパーレ・カンパリの店で誕生した。なお、アルコール飲料としてのカンパリもこの店で同時期に誕生している。
ミラノ産のカンパリとトリノ発祥のベルモットを用いることから、当初は「ミラノ=トリノ」と名付けられていた。やがてイタリアを訪れるアメリカ人旅行者がこのカクテルに魅了されるようになり、1910年代にアメリカーノの名称に改められた。

## レシピ

### 材料
- スイート・ベルモット－－－30mL
- カンパリ－－－30mL
- 炭酸水－－－適量
- レモン・ピール

### 作り方
氷を入れたオールド・ファッションド・グラス(またはタンブラー)にベルモットとカンパリを入れ、炭酸水で適量に割って軽くステアする。

## 逸話
- イタリア出身のプロボクサープリモ・カルネラのあだ名が「アメリカーノ」であり、1933年に世界ヘビー級王座を獲得してイタリアに帰国した際にはこのカクテルで迎えられた[6]。
- 架空のイギリスのスパイジェームス・ボンドの好むカクテルの1つである[6][8][9]。『007/カジノ・ロワイヤル』、『007 ロシアから愛をこめて』、「薔薇と拳銃」（映画『007/美しき獲物たち』原作）などで飲んでいる[6][8][9]

## ヴァリエーション
- 1919年にカミーロ・ネグローニ伯爵がアメリカーノに炭酸水ではなくジンを入れるように注文したことがネグローニの始まりだと言われる[10]。
- 炭酸水をウィスキーに置き換えたものがブールヴァルディエ。